# 豐田站 (北海道)

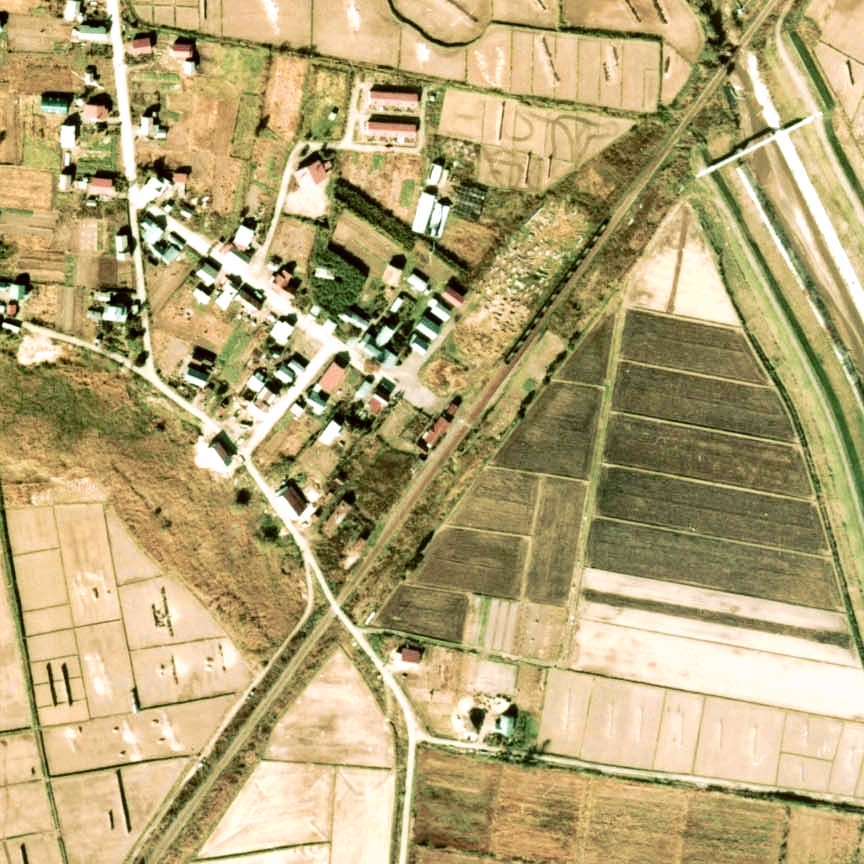
1975年的豐田站與方圓約500米範圍。右上方是日高町方向。

豐田站（日语：／ Toyota eki */?）是位於北海道勇拂郡穗別町字豐田（現時：鵡川町穗別豐田） ，日本國有鐵道的富內線車站（廢站）。隨著富內線廢除，車站在1986年（昭和61年）11月1日廢除。

## 歷史
- 1923年（大正12年）11月11日 - 北海道鑛業鐵道（日语：北海道鉄道 (2代)）金山線生鼈站（後來名為旭岡站）至邊富內站（後來名為富內站）之間開通，杵臼站（日语：／）啟用[3][4]。當時為一般車站[1]。
- 1924年（大正13年）3月3日 - 鐵路公司改名為北海道鐵道（第二代）。
- 1943年（昭和18年）8月1日 - 北海道鐵道在戰時被收購後國有化，成為富內線車站。此站改名為豐田站[1]。
- 1977年（昭和52年）2月1日 - 結束處理貨物和行李[1]。成為無人車站[5]。
- 1986年（昭和61年）11月1日 - 富內線全線廢除，此站也廢除[2]。

### 站名的由來
舊站名「杵臼」原自阿伊努語的「キナウㇱ（kina-us）」，其意思是「草、很好」。後來由於「自從開闢了水田，村落名稱改為『豐田』，以祈求五穀豐登」，北海道鐵道被収購時把車站名稱改變。

## 車站構造
截至車站廢除前，此站是地面車站，設有1面1線的島式月台（只使用單邊）。月台位於路軌西北邊（日高町方向的列車會開啟左邊車門）。曾經此站設有1面2線的島式月台，當時可進行列車交會。靠近車站大樓的1線，在交會設備廢除後，變成了一條側線（但是截至1983年（昭和58年），設有轉轍器，路軌上設有止衝擋）。
此站是無人車站。在有人車站時代還有車站大樓。車站大樓位於站內西北邊。

## 使用狀況
- 在1981年度（昭和56年度），1日平均上下車人次為8人[7]。

## 車站周邊
- 北海道道74號穗別鵡川線
- 擔振豐田郵局
- 鵡川[8]
- 杵臼川[8]

## 現況
截至1999年（平成11年），遺址設有消防團建築物。截至2011年（平成23年）也是同樣。
另外截至1999年（平成11年），車站遺址靠近穗別一方，舊路軌越過杵臼川的樑橋變成了農道。截至2011年（平成23年）也是同樣，另外在榮一方的路軌遺蹟上還有路堤、隧道的出口、護土牆、防落石圍欄和標籤。

## 相鄰車站
日本國有鐵道
富內線
榮－豐田－穗別

## 注腳
1. 1 2 3 4 5  石野哲（編）. . JTB. 1998: 866. ISBN 978-4-533-02980-6 （日语）.
2. 1 2  . 官報. 1986-10-14 （日语）.
3. ↑  《官報》 1923年11月20日　鉄道省彙報「地方鉄道運輸開始」 （页面存档备份，存于）（日語）（國立國會圖書館數碼化收藏）
4. 1 2 3   第1版. 札幌市: 日本国有鉄道北海道総局. 1973-3-25: 97–98. ASIN B000J9RBUY （日语）.
5. ↑  . 鐵道公報 (日本國有鐵道總裁室文書課). 1977-01-31: 2 （日语）.
6. ↑  本多 貢. 児玉　芳明 , 编. . 札幌市: 北海道新聞社. 1995-01-25: 41  [2018-11-14]. ISBN 4893637606. OCLC 40491505 （日语）.
7. 1 2 3 4 5  書籍《国鉄全線各駅停車1 北海道690駅》（小學館，1983年7月發行）107頁。
8. 1 2  書籍《北海道道路地図 改訂版》（地勢堂，1980年3月發行）11頁。
9. 1 2  書籍《鉄道廃線跡を歩くVII》（JTB出版，2000年1月發行）65頁。
10. 1 2  書籍《北海道の鉄道廃線跡》（著：本久公洋，北海道新聞社，2011年9月發行）84-86頁。